# Металургійний завод Нонок
Металургійний завод Нонок – колишнє металургійне підприємство на острові Нонок, який лежить у Філіппінському морі біля північно-східного завершення Мінданао та є найпівденнішим серед островів Дінагат. 
В 1974 році компанія Marinduque Mining почала на видобуток на руднику Нонок, продукція якого в середньому містила 1,24% нікеля та 0,13% кобальту. Проект був комплексний та передбачав переробку руди на зведеном поруч металургійному заводі. Останній використовував процес Caron, який передбачає відновлювальне обпалювання латеритної руди з наступним вилуговуванням у розчині аміаку-карбонату амонію. Середньорічне виробництво заводу коливалось від 9,6 до 25 тисяч тон.  
Необхідну електроенергію та технологічну пару виробляла власна електростанція, яка мала три парові котла та три парові турбіни потужністю по 20 МВт– одну конденсаційну та дві з протитиском. Як паливо використовували вугілля, тому один зі споруджених на Нонок причалів був призначений для його перевантаження та міг приймати судна класу Panamax (інший причал спеціалізувався на нафтопродуктах). Водопостачання забезпечили за рахунок зведення на острові Дінагат бетонної греблі на річці Сабанг, що утворила водосховище об’ємом 22 млн м3, від якого на Нонок проклали водопровід довжиною 27 км та діаметром 750 мм. Насосну станцію біля греблі сполучили ЛЕП з електростанцією заводу, проте вона також отримала резервний дизель-генератор потужністю 2 МВт.
Обрана технологія мала значні недоліки – високу енергоємність унаслідок комбінації піро- та гідрометалургійних процесів, низький рівень вилучення цільових компонентів – біля 75% нікелю та 45% кобальту, а також чутливість до вмісту заліза в руді (на Нонок вміст останнього був дуже високим та в середньому становив понад 41%). У комплексі з падінням цін на нікель (та зростанням ціни палива) це призвело до збитковості проекту, який зупинив роботу в 1982 році (за іншими даними, остаточна зупинка припала на 1986 рік). Marinduque Mining збанкрутувала і в 1984-му її активи перейшли під контроль уряду. На цей момент з родовища вилучили та переробили  22,7 млн тон руди.
В 1989-му права на проект викупила Philnico Industrial Corporation, яка на той час належала колишнім власникам копальні. У 1995-му вона перейшла під контроль Pacific Nickel Holding (в подальшому Philnico Holding), так що 55% проекту опинилось у гонконзької Compline Resources, а ще 30% у австралійської Pacific Energy. Philnico анонсувала перезапуск заводу із використанням технології кислотного вилуговування під високим тиском, проте цей проект так і не реалізувався. Як засвідчують дані геоінформцаійних систем, станом на середину 2020-х майданчик колишнього заводу містить лише руїни.